# Andrea Lalli
Andrea Lalli (Firenze, 20 mei 1987) is een Italiaanse atleet, die gespecialiseerd is in de 10.000 m en het veldlopen.

## Biografie
Zijn eerste successen boekte Lalli in 2008. Hij begon het jaar met het winnen van het Italiaans kampioenschap veldlopen. Later dat jaar won hij in Brussel het Europees kampioenschap veldlopen voor neo-senioren. Op de Europese kampioenschappen in Barcelona werd hij zevende op de 10.000 m. 
In 2012 behaalde Lalli zijn grootste succes. Hij werd Europees kampioen veldlopen. In Boedapest bleef hij Hassan Chahdi en zijn landgenoot Daniele Meucci voor.

## Titels
- Europees kampioen veldlopen - 2012
- Europees kampioen neo-senioren veldlopen - 2008
- Italiaans kampioen veldlopen - 2008, 2009, 2015

## Persoonlijke records
Baan
| Afstand  | Prestatie | Datum         | Plaats |
| -------- | --------- | ------------- | ------ |
| 1500 m   | 3.43,36   | 2008          |        |
| 3000 m   | 8.03,20   | 6 juni 2008   | Turijn |
| 5000 m   | 13.45,61  | 12 juni 2009  | Lugano |
| 10.000 m | 28.17,64  | 25 april 2010 | Rieti  |

Weg
| Afstand        | Prestatie | Datum            | Plaats |
| -------------- | --------- | ---------------- | ------ |
| 15 km          | 43.22     | 25 maart 2012    | Milaan |
| halve marathon | 1:01.11   | 25 maart 2012    | Milaan |
| marathon       | 2:12.48   | 16 november 2014 | Turijn |

## Palmares

### 5000 m
- 2007: 12e EK U23 - 14.07,14
- 2007: 11e Italiaanse kamp. - 15.04,27
- 2008: 5e Velletri - 14.00,2
- 2009: 5e Trofeo Citta di Lugano - 13.45,61
- 2009: 6e EK team - 14.27,60
- 2013: 5e Italiaanse kamp. - 14.22,72

### 10.000 m
- 2009:  EK U23 - 29.49,80
- 2010: 7e EK - 29.05,20
- 2010:  Diecimila Rieti - 28.17,64

### 10 km
- 2008:  Trofeo Avis in Lagonegro - 29.22
- 2008: 4e Giro al Sas in Trento - 29.32
- 2009: 5e Corsa Internazionale di San Silvestro in Bolzano - 29.33,3
- 2011:  We Run Rome - 29.28
- 2012:  La Corsa di Miguel in Rome - 29.01
- 2012: 4e Giro Di Trento - 28.59
- 2012:  We Run Rome - 28.57
- 2013:  We Run Rome - 29.23
- 2014:  Italiaanse kamp. - 29.52
- 2014:  Deejay in Milaan - 29.01
- 2014: 5e Giro Internazionale Citta di Trento - 29.17
- 2015:  Giro al Sas - 29.47

### halve marathon
- 2012:  halve marathon van Milaan - 1:01.11
- 2013: 7e halve marathon van Udine - 1:02.30
- 2015:  halve marathon van Napels - 1:04.39
- 2015:  halve marathon van Telese Terme - 1:02.54

### 30 km
- 2013: 4e Mare di Roma - 1:37.49

### marathon
- 2013:  marathon van Venetië - 2:14.26
- 2014: 5e marathon van Turijn - 2:12.48
- 2015: 11e New York City Marathon - 2:17.12

### veldlopen
- 2006:  EK junioren in San Giorgio su Legnano - 16.53,  landenklassement
- 2007: 4e EK U23 in Toro - 24.43
- 2008:  Italiaanse kamp. - 25.22
- 2008: 70e WK in Edinburgh – 37.44
- 2008:  EK U23 in Brussel - 24.56,  landenklassement
- 2009:  Italiaanse kamp. - 29.51
- 2009: 18e EK in Dublin - 32.02,  landenklassement
- 2010:  Wereld Militaire kamp. in Oostende - 13.08
- 2010: 6e EK in Albufeira - 29.28
- 2012:  EK in Boedapest - 30.01
- 2015:  Italiaanse kamp. - 29.55